# Clark Pinnock
Clark H. Pinnock (3 de fevereiro de 1937, em Toronto, Ontário, Canadá, - 15 de agosto de 2010) foi teólogo cristão, apologista e autor. Atuou como professor emérito de Teologia Sistemática no McMaster Divinity College.

## Teologia
Os elementos mais controversos da teologia de Pinnock nos últimos anos de sua vida foram as suas afirmações de apoio ao teísmo aberto e sua opinião aniquilacionista sobre o inferno. Norman Geisler e Roger Nicole tentaram excluí-lo da Sociedade Teológica Evangélica em 2003. A questão sobre isto foi levado a votação em novembro do mesmo ano e Pinnock manteve-se na instituição por falta de votos necessários para a sua expulsão.